# Ritratto di Ria Munk I
Il ritratto di Ria Munk I, meglio conosciuto col nome Ria Munk sul letto di morte, è la prima versione dei tre ritratti commemorativi di Maria Munk detta “Ria”,  dipinti dall’artista viennese Gustav Klimt.

## Descrizione
Klimt rappresenta Ria Munk sul letto di morte. La ragazza appare con gli occhi chiusi, il viso pallido e circondato da rose, sembra galleggiare in un sonno tranquillo, immagine che rievoca la figura di Ofelia.
Il dipinto fa chiaramente parte del genere memento mori cosa che dispiacque alla famiglia Munk, desiderosa di voler conservare il ricordo vitale e giovanile della propria figlia. Da qui la realizzazione delle successive versioni.

## La modella
Maria Munk (1888-1911) è stata dipinta da Klimt ben tre volte, in tutte da postuma.
Maria, detta Ria, era una giovane donna di una facoltosa famiglia ebrea viennese di origine ungherese dell'inizio del XX secolo. Era la figlia della nota collezionista d'arte (e futura vittima dell'Olocausto) Aranka Pulitzer (1862-1941) e dell'industriale Alexander Munk (1854-1924).
Ria era una ragazza bella, ribelle e molto vivace, finché il 28 dicembre del 1911, all'età di soli 24 anni, si sparò al cuore dopo aver appreso per lettera che il suo amato, lo scrittore Hans Heinz Evers, la lasciava senza alcun motivo apparente. Il suicidio suscitò così tanto scalpore che anche lo scrittore Arthur Schnitzler lo ricordò nel suo diario.
Fu sua zia materna Serena Lederer, celebre mecenate di Klimt, a commissionare questa prima opera all'artista allora all'apice del successo.

## Galleria d'immagini

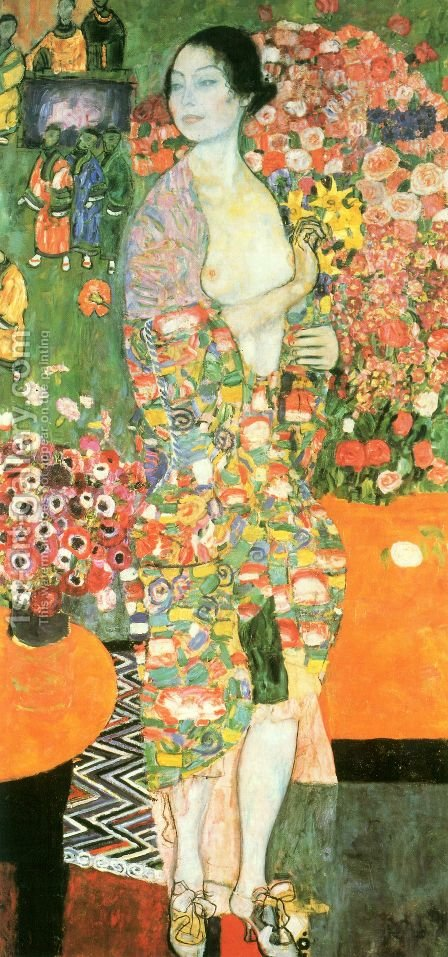
Ritratto di Ria Munk II, 1916-1917.
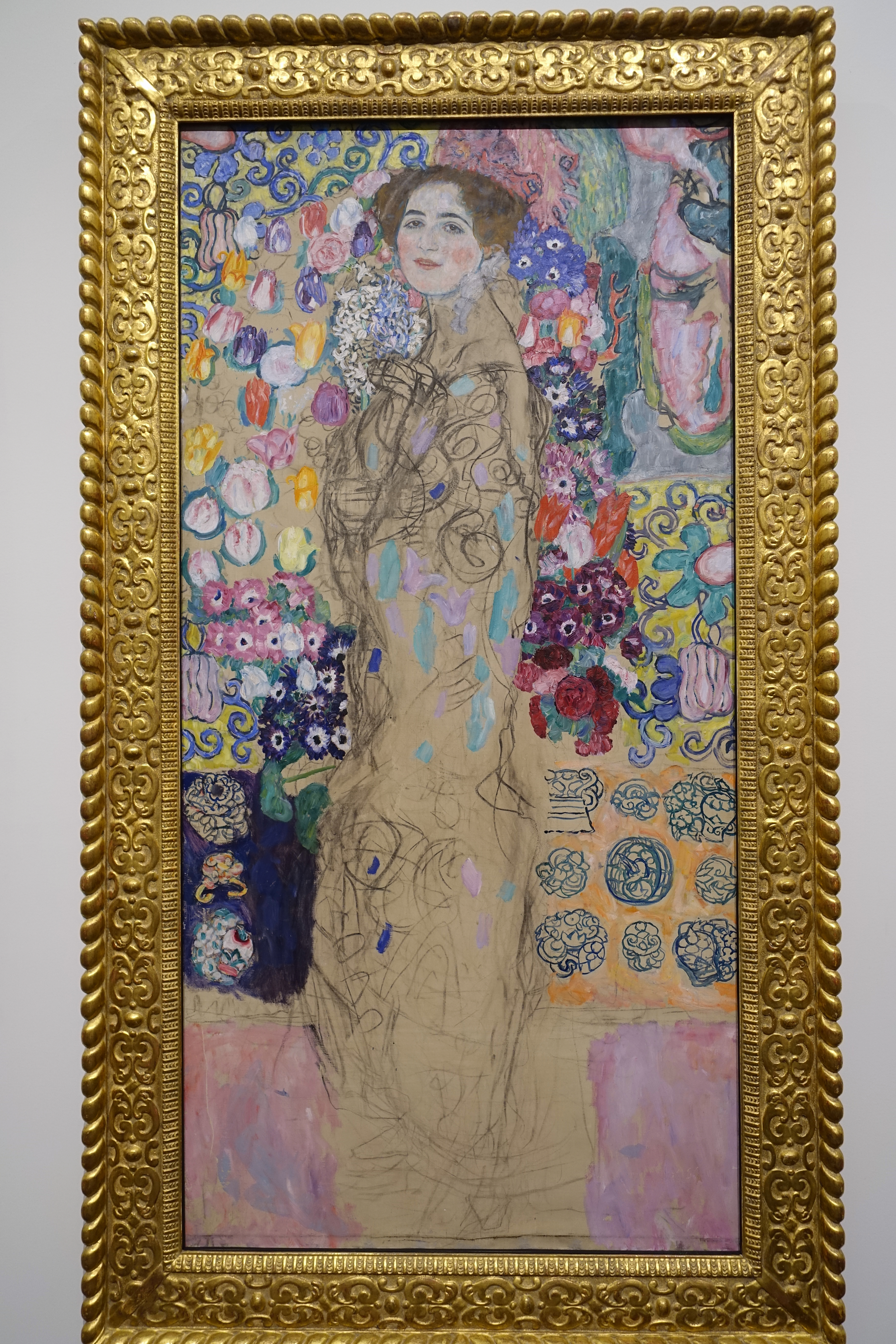
Ritratto di Ria Munk III, 1917 incompiuto.